# 국립부경대학교
국립부경대학교(國立釜慶大學校, Pukyong National University)는 부산광역시 남구에 있는 대한민국의 국립 대학이자 국가중심국공립대학교다. 일제강점기와 해방 직후까지 경상남도에 소재한 유일한 고등교육기관이었으며 수도 경성부의 5곳, 지방 4곳(남한 지방 3곳, 북한 지방 1곳)중 부산에 자리한 유일한 고등교육기관이었다. 1996년 부산수산대학교와 부산공업대학교가 통합하여 생겼고 영문 약칭으로는 PKNU이다. 현재 대연동과 용당동 두 군데에 캠퍼스가 있으며, 경상남도 고성군에 수산과학연구센터, 부산광역시 기장군에 수산과학연구소를 가지고 있다. 학교의 상징 마스코트는 모비 딕(향유고래)인 '백경이'와 기러기인 '뿌공이'이다.
2023년 11월 국립학교 설치령 개정에 따라 공식 교명을 '부경대학교'에서  '국립부경대학교'로 바꾸었다.

## 연혁
국부경대학교는 부산수산대학교와 부산공업대학교를 통합하여 1996년에 설립되었으므로, 통합 전 두 학교의 연혁을 모두 인정한다.

### 통합 이전(~1996년)

#### 부산공업대학교
1924년 5월 5일 부산공립공업보습학교(2년제)로 설립인가를 받아 중구 보수동에 설립되었으며, 1963년 교육자치제의 부활과 교육에 관한 임시 특례법이 폐기되어 교육환경의 변화와 산업화에 대한 고등교육의 필요성이 증가해 1963년 3월 11일 부산공업고등전문학교(5년제)로 승격되었다.
1973년 9월 29일에는 국립부산공업전문학교(5년제)로 설립인가를 받았다. 1983년 12월 7일 부산개방대학(4년제)으로 승격 및 개편인가, 8개 학과가 설치되었다.
1988년 5월 4일 부산공업대학으로 교명을 변경하였으며 1990년 3월 6일 산업대학원을 신설하며 5개 학과를 개설하였다. 1993년 2월 24일에 종합대학교로 승격 부산공업대학교로 교명을 변경하였다. 1996년 3월 1일 3개 학부와 30개 학과, 산업대학원은 석사 과정 15개 학과가 설립되었다.

#### 부산수산대학교
1941년 조선총독부에 의해 창설된 관립 구제전문학교로서 3월 28일 관립 부산고등수산학교(4년제 단과대학)로 설치인가를 받아 설립되었다. 1944년 부산수산전문학교로 개칭되어 야마구치현 시모노세키에 수산대학교를 설립하였으며, 대구의학전문학교(공립, 현 경북대 의과대학), 광주의학전문학교(공립, 현 전남대 의과대학), 대구농업전문학교(관립, 현 경북대 농업생명대학)과 더불어 일제시대 지방의 4개밖에 없는 고등교육기관이였다.
1946년 5월 15일 부산대학교가 설립되면서 수산학부로 통합됐다가 1947년 7월 독립하면서 국립부산수산대학으로 승격되었다. 1961년 5.16 직후 또다시 정부의 외압으로 부산대로 강제 통합됐다가 1964년 상호 분리됐다.
1986년 11월 6일에는 수산해양학부, 이공학부, 사회과학부를 설치하였으며 1990년 3월1일 종합대학교로 승격돼 4개 대학(수산해양대학, 자연과학대학, 공과대학, 인문사회과학대학) 9개 학과로 개편하였다. 1996년 3월1일 학부는 6개 대학과 39개 학과, 대학원은 석사과정 29개 학과, 박사 과정 23개 학과, 교육대학원은 4개 전공, 산업대학원은 석사과정 16개 학과가 설립되었다.
부산수산대학교는 우리나라 수산·해양산업의 발전을 선도해 오며 그동안 수많은 수산·해양과학 전문 인재를 배출하였고, 정부의 수산·해양행정 및 정책입안을 주도할 뿐만 아니라 전국의 수산·해양관계 대학 및 연구소에서 그 역량을 매우 높이 평가받고 있는 대학이었다.

### 국립부경대학교
1996년 7월 6일 부산수산대학교와 부산공업대학교가 통합하여 부경대학교 설립인가를 받아 설립되었고(6개 대학 5학부 58학과) 대학원은 석사과정 31개 학과, 교육대학원은 석사과정 4개 학과, 산업대학원은 석사과정 31개 학과를 기록하였다. 교명 변경은 통합 이전 종합대학으로 승격된 부산수산대학교 시절부터 논의되었으나 당시 교육부의 인가를 받지 못해 통합될 때까지 부산수산대학교라는 교명을 사용했다.
1996년 국제교류센터 및 유럽정보센터를 신설, 1997년 캐나다 수산해양부 소속 태평양연안과학부연구소(밴쿠버)에 본 대학수산과학연구소 현지Lab을 설치하였으며 1998년에는 공동실험실습관을 신설하였다. 1999년 BK21 지역선도형 기계산업분야 인력육성사업단 설치 및 BK21 산업 자동화 및 정보통신분야 인력양성사업단 사업팀을 설치하였으며 또한 부경대학교부설 평생교육원을 설립하였다.
2000년에는 학생서비스센터와 본관(대연캠퍼스)을 준공, 2001년에는 수산과학기술센터를 설립하였고 학점은행제를 신설하였다. 2002년에는 수산과학기술센터를 개소(경남 고성군)하고, 국립학교설치령 개정(대통령령제17911호)에 따른 대학원: 일반대학원1개, 전문대학원 또는 특수대학원 4개로 학칙을 개정하였다.
2001년부터 학점 상태평가제를 도입했고 2004년부터 졸업인증제를 운영하고 있다. 국립대 첫 공학교육인증, 부산 첫 경영교육 인증, 전국 첫 무역교육 인증 등 학문별 인증을 받았다.
2003년 국제지역대학원을 신설하였고, 지역협력연구센터[RRC]로 선정(친환경첨단에너지기계연구센터)되었다. 이후 울산시로부터 100만평 부지와 1,500억원의 발전기금, 진입도로 울산시비로 확충 등의 조건으로 이전제의를 받았지만 극심한 반대시위로 무산되었다.
2004년 용당캠퍼스 기숙사가 개관하였고, 과학기술부 주관 국가지정연구실로 선정(나노복합구조물연구실)되었다. 2005년에는 김재철 동원그룹 회장 명예총장 취임, 부산지역환경기술개발센터와 해외어업협력센터, 법률상담소를 개소하였다.
2006년에는 친환경첨단에너지기계연구센터(RRC)를 신재생에너지부품소재지역혁신센터(RIC)로 전환하고 수산과학연구원생선회연구소와 아동영재교육연구소를 설립하였다. 2007년에는 일본카나자와대학 연구분실을 개소하고 종합인력개발원 확대개편산학협력단 2개부에서 3개부(산학협력부, 기술사업부, 학술진흥부)로확대 개편하였고 공학교육혁신센터를 개소하였다. 2008년에는 건축학교육프로그램 5년 유효기간 인증취득하고, 조선해양시스템 공학연구소, 해양생명과학연구소를 설립하였으며 8월 5일 제4대 총장 박맹언 박사가 취임하였다. 2009년 수산질병관리원을 준공하였으며 학생생활관(세종관)을 개관하였다. 4월1일 조직개편을 하여 부서신설과 부서 명칭을 변경하였고 8월 7일 부산 최초 한국경영교육인증원 경영학교육 인증 획득(경영학부, 해양산업경영학부)하였다. 2010년에는 환경 해양과학기술원 내 지구과학연구수 및 사막화방지연구소를 설립하였다.
2011년 기준으로 누리마루 부지에서 기장군 동백리 수산해양과학연구단지에 수산과학연구원을 이원하였고 2011년 교육과학기술부로부터 4년 연속 대학교육역량강화사업에 선정됐다. 2011년 졸업생 3,000명 이상 4년제 국립대 가운데 취업률 57.4%로 전체 10위를 기록했다. 교육과학기술부가 지난해 8월과 올해 2월 전국 556개 고등교육기관 졸업자를 대상으로 직장 건강보험 가입자만 취업자로 인정해 집계한 것이다.
부경대와 부산대는 2011년 8월 11일 공동발전을 위한 협약을 체결하고 상생발전을 위한 공동발전 선언문을 채택했다. 이에 따라 양 대학은 미래지향적 상생발전을 통해 글로벌 100대 명문대학으로 도약하는 방안을 강구하는 등 구체적인 공동노력을 전개할 계획이다. 공동발전 방안을 심도 있게 연구하기 위해 대학별로 태스크포스팀을 구성·운영하기로 하고, 연구 결과가 나오면 대학 구성원, 동문, 지역사회의 의견을 수렴한 뒤 동남권의 발전을 견인하는 명실상부한 거대국립대학으로의 도약을 위해 구체적 실행 노력을 기울이기로 했다.

2020년 10월 19일 제7대 총장 장영수 박사가 취임했다.
2023년 11월 국립학교 설치령 개정에 따라 공식 교명을 '부경대학교'에서  '국립부경대학교'로 바꾸었다.
2024년 11월 15일 제8대 총장 배상훈 박사가 취임했다.

## 총장
| 대수      | 이름            | 임기                      |
| --------- | --------------- | ------------------------- |
| 초대 총장 | 한영호 (韓英鎬) | 1996.7.20 ~ 2000.7.19     |
| 2대 총장  | 강남주 (姜南周) | 2000.7.20 ~ 2004.8.4      |
| 3대 총장  | 목연수 (睦演洙) | 2004.8.5 ~ 2008.8.4       |
| 4대 총장  | 박맹언 (朴孟彦) | 2008.8.5 ~ 2012.8.4       |
| 5대 총장  | 김영섭 (金榮燮) | 2012.8.5 ~ 2016.8.4       |
| 6대 총장  | 김영섭 (金榮燮) | 2016.9.2 ~ 2020.9.1       |
| 7대 총장  | 장영수 (張瑛秀) | 2020.10.19 ~ 2024.10.18   |
| 8대 총장  | 배상훈 (裵尙勳) | 2024.11.15. ~ 2028.11.14. |

## 교육

### 교육 이념과 비전
국립부경대학교의 대학 이념은 '열린 사고로 인류의 밝은 미래창조'이며, 교훈은 '미래를 우리 손으로'이다. 1996년 통합 당시 국립부경대학교의 대학이념 “열린 사고로 인류의 밝은 미래 창조”,교육목적 “열린 사고와 책임있는 실천력을 겸비한 인재양성”, 교훈 “미래를 우리 손으로”가 공포되었으며 국립부경대학교의 대학이념, 교육목적, 교훈은 모두 개인의 창조적 성장뿐만 아니라 공동체의 발전을 위한 책임과 봉사를 함의하고 있다.
국립부경대학교의 대학이념은 대학과 학생의 발전뿐만 아니라 그 발전이 지역, 사회, 인류로 확산을 지향하고 있다.
한편, 2016년 10월 27일 대연캠퍼스를 교육 연구면에서, 용당캠퍼스를 산학협력 플랫폼 면에서 특성화시키겠다고 밝히며 교육시스템, 국제화 역량을 강화해 성장하는 명문대학교를 만들 것이라고 밝혔다.

## 학사제도

### 국내교류
경상국립대학교, 부산교육대학교, 부산대학교, 창원대학교, 한국해양대학교와 부산·경남 국립대학교 도서관 상호이용 및 상호구매 계약을 체결하였으며 인근의 4년제 사립대학인 동명대학교, 경성대학교와도 상호교류계약을 체결하였다.

### 해외교류
베를린공과대학교, 국립 타이베이 대학, 빅토리아대학교, 와세다대학교 등 다양한 대학교들과 학술교류협정을 체결하였다.
현재 아시아 22개국 213개 대학 및 기관, 유럽 22개국 59개, 아프리카 6개국 7개, 오세아니아 2개국 15개, 북아메리카 4개국 38개, 남아메리카 5개국 8개 등 총 61개국 340개 대학 및 기관과 자매결연을 맺고 복수학위제, 어학연수, 교환학생 프로그램 등을 실시하고 있다.

## 특징

### 해양과학기술의 메카
부경대는 양식, 어업 등 전통적인 수산해양 분야를 포함해서 해양의 기후, 해양환경, 해양지질, 해양물리, 해양생물, 위성정보 등을 비롯해서 해수용존 원소 및 광물자원탐사, 해양에너지 등 해양과학기술 학문 분야를 총망라하여 교육, 연구하는 국내 유일의 대학으로 해양과학기술 분야를 리드하고 있다.
부경대 전신인 부산수산대는 근대화 과정에서‘해양입국’을 이끌어왔으며 한국에서 가장 오랫동안 해양과학기술 분야를 연구해온 대학이다.
부산권 환경 연구를 전담하는 '부산지역환경기술개발사업단', 한국의 마린바이오 연구를 주도하는 '해양바이오프로세스연구단', 한국의 신재생에너지 연구를 리드하는 '신재생에너지부품소재지역혁신센터', 한국의 해양바이오에너지 연구를 주도하는 '청정생산기술연구소', 태풍 피해방지 한국․일본 공동 연구 거점인 '글로벌연구실', 한국 유일의 해양용 LMO(형질전환생물) 위해성 평가기관 등을 운영하고 있다.
세계 처음 슈퍼 미꾸라지를 개발한 것을 비롯, 유전자 변형 수산 생물을 연구하는 국내 유일의 수산해양 LMO(Living Modified Organism)는 정부로부터 매년 100억 원을 지원받아 부경대가 운영 중이다. 부경대의 수산해양 LMO 연구 수준은 경쟁 상대로 캐나다가 유일할 정도로 세계 최고 수준으로 정평이 나 있다.
해양과학기술 세계 전파에 선도적 역할을 하고 있는 대학이 부경대다. 부경대 해외어업협력센터는 2007년부터 한국국제협력단(KOICA)과 손잡고 아프리카 수산새마을운동을 추진해 오고 있다. 아프리카 국가의 수산 정책 입안자들이 해마다 부경대에 와서 수산 기술을 연수받는다(2011년 9월 현재 아프리카 24개국 166명 연수).연수 내용은 어업, 수산 양식, 수산 식품, 수산 경제 및 정책 등이며, 집중적인 강의와 실습 및 현장 학습을 진행한다.
대학원 과정에 개설된 '국제수산과학협동과정'은 세계 20개국에 선진 수산과학기술을 전수하는 과정으로, 2011년 8월 제1기 수료식에 이어 제2기가 연수를 받고 있다.

### Eco`versity
부경대는 지난 2008년 생명에 대한 경외심을 고양하고 친환경적인 삶을 실천하기 위해 에코버시티(Eco`versity)를 선포했다. 인간과 자연이 서로 어울려 공존하는 친환경적 인간주의 확산이 목적으로, 생태학적 이론과 실천방향을 교육하며 생태학적 사유가 체질화될 수 있는 교육프로그램 운영, 자연의 생명력이 숨 쉬는 녹색 캠퍼스 만들기, 바다와 육지 생태계 살리기 운동 등을 실천해 나가고 있다.
구체적인 실천으로서 생명존중운동의 일환으로 통도사와 협약을 맺어 방생행사 등 바다 살리기 운동을 비롯해 사랑의 장기기증운동, 부산울산경남지역본부와 장기기증 운동 등을 펼쳐왔다. 이와 함께 자연을 보호하고 에너지를 아끼기 위한 ‘그린아이디어’ 공모전, ‘생명존중, 환경보전, 사랑나눔’을 주제로 한 ‘에코 축제’를 통해 바다 수중정화활동, 광안리 백사장 정화활동, 치어방류, 재활용품 만들기 등 행사를 진행했다.
특히 2009년에는 남구청과 '담장 가꾸기' 협약을 체결, 캠퍼스 담장을 허물어 대학 구성원과 지역주민들이 쉴 수 있는 녹지를 만들어 그린캠퍼스를 조성했고, 학생 150명 규모의 ‘환경지킴이’를 선발, 야간 빈강의실 소등하기, 수도꼭지 잠그기 등 ‘탄소발자국 줄이기 10계명’을 교내외에 전파했다.
이러한 노력의 결과 정부로부터 공용자전거 시범 대학으로 선정, 2011년 공용자전거 시스템 도입·보관대 설치 등의 사업 추진했하는 등 저탄소 녹색성장 학문인 환경, 수산, 해양 관련 연구 분야에 독보적인 역량을 보유하고 지구환경·에너지,해양수산, 나노·바이오·IT 융합기술 등 한국 최고 수준의 학문을 통해 지구환경을 지키고 생명의 가치를 높이는 '에코버시티’로 사회에 공헌하고 있다.

## 캠퍼스와 기숙사

학술정보관(중앙도서관)

공학도서관

국립부경대학교는 1996년 통합 당시 부산수산대학교와 부산공업대학교의 부지를 모두 사용하여 못골에 위치한 못골캠퍼스, 대연동에 위치한 대연캠퍼스, 감만동에 용당캠퍼스가 존재하였으나 수영구에서 분구한 남구의 임시청사가 못골캠퍼스의 부지를 인수하여 1999년 청사를 건립하였다.
현재 국립부경대학교에는 대연캠퍼스(359,509m2)와 용당캠퍼스(319,132m2)가 존재하며 대연캠퍼스는 대학본부와 모든 단과대학이 위치해 있는 교육·연구 중심 캠퍼스이고 용당캠퍼스 드래곤밸리는 산·학·연 혁신 공간으로 공과대학 일부 연구소 및 기업체 등이 위치해 있다.

### 역사적 캠퍼스

#### 못골 캠퍼스
못골 캠퍼스는 남구청이 부산 2호선 못골역으로 이전하기 전 부산공업대학교에서 대연동에서 사용했던 부지로, 5개 건물로 구성되어 있었다. 2000년대 부산광역시 남구청 이전을 위해 통합할 당시 남아있던 국립부경대학교 자동차디자인과를 폐과하고 부지를 남구청에 이전하였다. 이때, 당시 학생들 사이에서 '남구청에서 부지를 매각하지 않을 시 당시 수영구와 남구를 구분하였던 수영구의 부산도시가스(현 메가마트)에서 광안터널로 가는 길을 만들 때 토담 및 인도를 허물고 차선 하나를 넓힌다고 협박하였다'는 소문이 돌았다.

### 현재 캠퍼스

#### 대연캠퍼스
대연 캠퍼스는 통합 전 부산수산대학교가 있었던 곳이며, 부산 시내에서 유일한 완전평지 캠퍼스를 가진 캠퍼스이다. 경성대학교와 동명대학교가 맞닿아 있어 지방 최대의 대학가가 형성되어 있다. 대연캠퍼스에는 대학본부 및 모든 학부가 설치되어 있으며, 대연캠퍼스 앞에는 유동인구가 많은 상권이 형성되어 있다.
한국전쟁 당시에는 미군사령부 및 스웨덴 야전병원으로 쓰였으며 광복이전 전문학교 수준으로는 동양에서 최고로 호화스러운 대학건물이자 광복이후 남한에서 가장 우수한 대학건물이었지만 통합 이후 재정 지원을 위해 헐었다가 현재의 본관을 건축하였다.
당시 본관은 박공지붕의 2층 건물로서 부분적으로 3층이었다. 구조는 철근콘크리트 구조이며 주 출입구에 램프를 두어 차량의 회차를 고려하였다. ㄱ자의 긴 건물 중앙에 대규모의 강당이 있었고, 강당 왼편의 직원 집공실이 돌출되어 연접되어 있는 평면의 형태였다. 수직동선으로 2층까지만 연결하는 중앙의 주계단과 좌우 복도 끝에 계단실을 두었다. 중앙 홀을 기준으로 왼편은 중복도 3층의 건물이고 좌측은 편복도의 2층의 건물이었는데, 중복도로 된 부분은 생도주사실, 교장실 등의 직원시설 및 관리시설이 1층에 위치하였고, 편복도로 된 부분에는 보통교실들이 나열되어 있었다. 우측복도 끝의 계단실을 기준으로 아래쪽의 방들은 외부 화랑을 통해 연결된 열람실 및 사무실 등의 도서시설, 기구실, 창고 등이 위치하였다. 2층은 각종 교실로 구성되었으며 2층에서 시작되는 계단을 통해 3층으로 올라가면 실험실, 교수실, 특별교실, 교실 등이 있었다.
부산캠퍼스에서 400m 정도 떨어진 곳에는 부산 도시철도 2호선 경성대부경대역이 있으며, 캠퍼스 외부에 부산시의 시내버스 노선이 많이 구성되어 있다. 한편, 캠퍼스 내에는 대연캠퍼스와 용당캠퍼스의 통근버스가 있으며, 도시철도역에서 다소 거리가 먼 용당캠퍼스까지 재학생을 수송해주는 중요한 수단이 되고 있다.
2023년에는 전국 최초 전기로 운행되는 저상트램 부산 도시철도 오륙도선이 개통돼 대연캠퍼스 정문 앞으로 다닐 예정이다. 이에 따라 경성대 입구~부경대 정문 앞 용소로 입구 430m를 차 없는 거리, 즉 보행전용지구로 지정하여 관광 및 상권을 활성화한다는 계획이 있으나 일대가 유동인구가 매우 많고 교통난이 일상화된 곳이어서 계획을 다소 우려하는 주민도 있다..
대연캠퍼스에는 2009년에 개사한 기숙사인 '세종 1관'과 '세종 2관'이 있으며, 학생생활기숙사 역시 운영되고 있다.

#### 용당캠퍼스
용당캠퍼스는 면적이 319,132m2이며 통합 전 부산공업대학교의 소재지였다. 대연캠퍼스에서 직선거리로 약 2km 정도 떨어져 있으며 용당캠퍼스는 부산, 울산, 경남 지역 기업들에게 개방되어 산학연 혁신캠퍼스인 드래곤밸리로 특화 운영되고 있다. 5년 동안 총 100억 원의 국고를 지원받아 시설을 기업 친화적으로 리모델링할 예정이다.
용당동이라는 지명에서 착안하여 하늘을 비상하는 용처럼 큰 기업들의 보금자리라는 뜻으로 작명되었으며. 부경대가 용당캠퍼스를 통째로 개방해 조성한 드래곤밸리에는 현재 300여개 기업이 입주해 1,500여명의 직원들이 근무하고 있다. 드래곤밸리 입주 기업들은 부경대의 산학협력 인프라 활용 및 LINC+사업단, 산학연협력단지조성사업단(URP+), 창업지원단 등과 협업하여 연구 및 기술개발 등의 활동을 펼치고 있다.
부산항이 바로 옆에 위치해 있으며, 2004년에 개사한 기숙사 '광개토관'이 있다. 2021년에는 부산광역시 코로나19 생활치료센터로 전환되어 학부생의 입주가 불가능하다.

## 대학 시설

### 도서관
국립부경대학교 도서관은 대연캠퍼스에는 캠퍼스의 기능에 맞게 도서관이 재편되어 있는데, 대연캠퍼스에는 중앙도서관과 청운관, 용당캠퍼스에는 공학도서관이 있다. 중앙도서관에 계단을 이용한 학습 공간 및 외부인 출입을 제한하는 게이트가 있으며, 학생증으로만 출입이 가능하다. 또한 소장자료 검색, 원문 제공, 타기관의 자료 검색 및 복사 신청 등 대부분의 서비스를 도서관 홈페이지에서 제공하고 있다.
대연캠퍼스에는 24시간 열람실 '미래로'가 있으며, 자유롭게 공부를 할 수 있다.

### 대학생활관(기숙사)
국립부경대학교의 대학생활관은 기존 수산대학교의 기숙사를 개사하여 1986년 180명을 수용할 수 있도록 설계되었으며 이후 1988년 1차 증축(160명 증원), 1990년 2차 증축(120명 증원)을 통해 증축되었다. 통합 이후에는 2000년 여학생 기숙사를 개사하여 광개토관을 건축하였으며 기존 공업대학교 기숙사를 인수하여 광개토관 A동을 준공했다. 이후 2007년 광개토관 B동이 개관되었으며 2009년에는 세종 1관을 준공하면서 구 생활관이었던 한솔학사 폐관을 결정했다.
2015년에는 부경대행복기숙사 사업이 착공되어 2017년 준공하였으며, 2016년에는 세종 2관을 준공하고 2019년과 2020년 광개토관을 리모델링했다. 부경대행복기숙사는 국립부경대학교가 부지를 제공하고, 주택도시기금(국토교통부)·사학진흥기금(한국사학진흥재단)·국가보조금(교육부)으로 구성된, 공공기금이 사용되어 건립된 기숙사이다.
- 세종 1관: 대연캠퍼스에 위치해 있으며 여대생을 위한 A동에 806명, 남대생을 위한 B동에 826명을 수용할 수 있다.
- 세종 2관: 대연캠퍼스에 위치해 있으며 여대생을 위한 A동에 527명, 남대생을 위한 B동에 469명을 수용할 수 있다.
- 광개토관: 용당캠퍼스에 위치해 있으며 남대생을 위한 A동에 295명, 여대생을 위한 B동에 212명을 수용할 수 있다.
- 부경대행복기숙사: 대연캠퍼스에 위치해 있으며 남녀 도합 1528명을 수용할 수 있다.

### 박물관

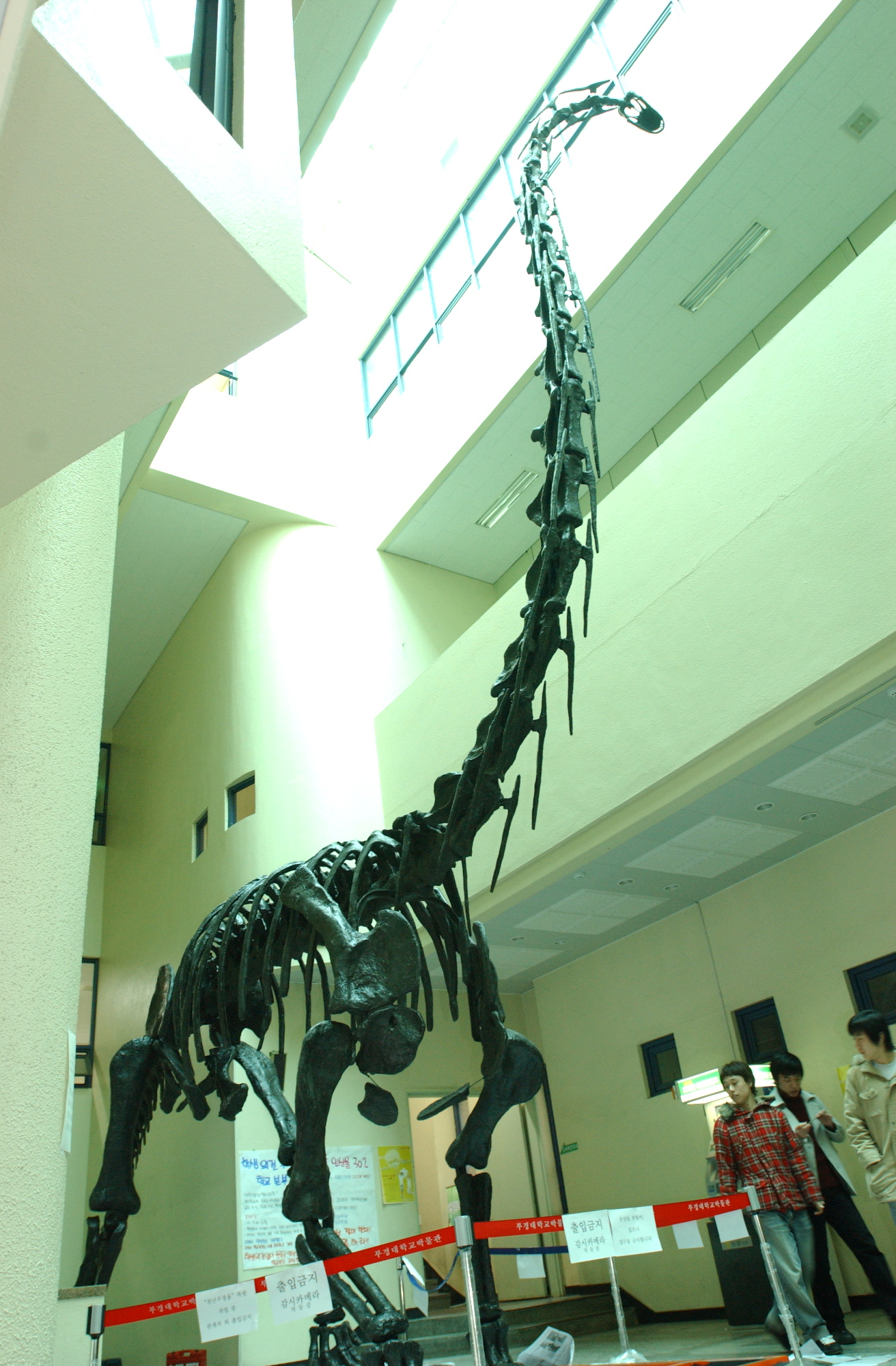
리모델링 전 국립부경대학교 구도서관 내의 부경고사우루스

국립부경대학교 박물관[釜慶大學敎 博物館]은 국립부경대학교 대연캠퍼스 구도서관 내에 위치한 국립부경대학교 부속 박물관으로, 청운관 1∼2층에 걸쳐 총 1,695㎡ 규모의 전시실과 수장고, 학예연구실, 정리실, 보존처리실 등을 갖추고 있다. 유물은 매장문화재 1,400여 점 및 기타 2,200여 점 등 약 3,600여 점을 소장하고 있으며 전시실에는 1,200여 점이 전시되어 있다.
국립부경대학교의 전신인 부산수산대학교 시절인 1984년 3월 5일에 박물관 규정을 제정하고, 같은 해 5월 24일에 옛 도서관 건물을 개조하여 단독 건물을 갖춘 박물관으로 개관하였다. 초기에는 주로 해양동물 박제와 어구·어선모형 등 해양·수산분야에 국한하여 전시되다가 1990년대부터 고고·역사분야로 수집범위를 넓히기 시작하였으며 대학 간 통합을 이룬 1996년부터 발굴조사에 본격적으로 참여하였다. 이 해에 박물관을 용당캠퍼스로 이전하였다가 2005년 7월에 다시 대연캠퍼스로 옮겨왔다.
고대 유적들에 대한 발굴조사를 통해 고대문화의 해명과 복원에 이바지하고 있으며 전국의 대학박물관 중에서는 유일하게 바다를 배경으로 한 지역문화와 자연생태를 종합적으로 이해할 수 있도록 전시하여 지역사회에 이바지하고 있다.

#### 선사고고실
선사고고실에는 신석기시대의 패총부터 조선시대의 무덤에 이르기까지 직접 유적을 발굴 조사하여 수습한 유물을 시대 순으로 전시하여 고대 문화의 흐름과 시기적인 변화상을 쉽게 살펴볼 수 있게 전시하고 있다. 유물 중에는 조개팔찌를 낀 신석기시대 고인골을 비롯하여 우리나라에서 가장 시기가 올라가는 가야의 말투구, 현재 우리나라에 하나뿐이거나 극소수만 알려진 가야의 장방판 철갑옷과 삼각판 철갑옷 등 각종의 갑주(甲冑) ·무기(武器)·마구(馬具)가 다수 포함되어 있다.

#### 해양수산실
해양수산실에 들어가기 전부터 보이는 여러 표본 및 박제품들이 있으며, 우리나라 연근해와 대양에 서식하는 여러 물고기와 갑각류, 거인조개, 바다동물 및 참고래 뼈와 실러캔스 박제 표본을 볼 수 있다. 특히 우리나라의 경우 실러캔스의 박제표본은 두 점이 있으며 하나는 서울 아쿠아플라넷63에 전시되어 있고 다른 하나는 국립부경대학교 박물관에 전시되어 있다.

#### 역사민속실
역사민속실에서는 각종 재래식 어구의 실물과 모형을 전시하고 있으며, 이와 함께 근·현대에 사용된 각종 어구를 ‘낚시도구류’, ‘함정어구류’, ‘기타어구류’ 등으로 분류하여 전시하고 있다.

#### 어구어선실
어구어선실에서는 우리나라 어업기술의 역사와 발전과정을 어선과 어구모형을 통해 볼 수 있도록 기획되어 있으며 함정 어구류, 인망류, 선망류, 어선·선박류 및 가야호, 백경호의 모형 등이 전시되어 있다.

### 동원장보고관
동원장보고관은 2010년 완공된 건물로 국립부경대학교 동문인 동원그룹 김재철 회장의 기증으로 건립되었으며 부산지역 내에서 최초로 설치된 푸코의 진자가 있다. 이곳에서 FAO의 세계수산대학 유치가 이루어졌으며 부산시, 제주도, 충청남도 중 부산시(부경대)가 후보에 당선되었다. 2015년 12월에는 FAO 이사회에서 49개국 중 25개국의 지지를 얻어 국내 유치를 얻어냈으며 2017년 9월 7일 세계수산대학 시범사업 개원식을 가졌다.
1층에는 대형 목조벽화인 ‘위대한 바다의 빛나는 새벽의 노래’가 있으며, 해상왕장보고기념사업회가 부경대에 기증한 것이다. 이는 ‘중국공예미술대사’ 칭호를 받은 육광정(陸光正) 씨가 1년여에 걸쳐 완성한 작품으로, 피나무로 제작되었다.

### 교내 언론
국립부경대학교의 언론사에는 교내 방송을 주관하는 국립부경대학교 방송국과 신문을 발행하는 《부경대신문》, 부경저널이 있으며 영어 신문을 발행하는 The Pukyung Herald (부경헤럴드)가 모두 대연캠퍼스에 있다.

### 부설 연구 기관
부경대는 해양생명공학 분야에서 많은 연구 실적을 보유한 대학으로 해양생명연구와 실습을 위한 탐사선(탐양호) 및 실습선(가야호)과 함께 아래와 같은 기관을 운영 중이다. 탐사선(탐양호)의 경우 본교의 해양관력학과및 해양과학공동연구소등의 실습을 지원하고 있으며, 실습선(가야호)는 승선학과인 기계시스템공학과와 해양생산시스템관리학부의 승선실습을 지원하고, 수산관련학과의 현장실습을 운영하며, 1992년부터 매년 여름수산학교를 개최해오고 있다.

부경대가 운영하는 국내 첫 해양바이오프로세스연구단은 2004년부터 10년간 정부로부터 2,500억원을 지원받아 우리나라 해양바이오산업을 키우고 있다. 게 껍질에서 키토산 올리고당을 대량 생산할 수 있는 기술을 개발하고 있다. 연구단장 김세권 교수는 해양생물로부터 생리활성물질의 탐색 및 개발에 대한 공로를 인정받아 영국 국제인명센터(IBC)로부터‘2007년 세계 100대 과학자(TOP 100 scientists 2007)' 선정된 바 있다.
한국 유일 미세조류은행은 국가지정연구소재은행으로 16년 연속 지정됐다. 1995년 처음 지정된 이후 과학자들에게 필요한 연구자료를 공급하는 연구소재은행의 역할을 수행하고 있으며, 1,600여종의 미세조류를 보유하고 있다.
부경대 LED-해양융합기술지원센터는 선박, 양식, 항만 조명 등 해양용 LED분야 신제품 개발을 지원, 해양LED산업을 국가 신성장 동력산업으로 발전시키고 있다.
국내 첫 수산질병관리원은 수산물 질병에 대한 체계적이고 과학적인 예방활동을 펼치고 있다. 해마다 남해안 어류 양식장을 왕진하며 수산물 질병을 예방하는 역할을 하고 있다.
부경대 부산지역환경기술개발사업단은 환경부가 전국 16개 광역시도에 운영하는 부산권 관할 사업단이다. 국립대 중 처음으로 환경공학과가 설치된 대학이 부경대로, 환경을 연구하는 단과대학이 별도로 설치된 유일한 대학이다. 이 사업단은 2010년 환경부로부터 전국 최우수 평가를 받았다.
수송기계 안전편의 융합부품소재 인재양성센터는 멀티플레이어형 공학도를 양성한다. 2014년까지 정부로부터 250억원을 지원받아 기계, 전자, 제어, IT 융합형 인재를 양성해 동남경제권 신성장 선도사업 발전을 지원한다.

### 학군단
전국에서 유일하게 대한민국 육군 학군단과 대한민국 해군 학군단이 동시에 존재하며 육군학군단과 해군학군단 모두 부산수산대학교에서 이어졌다. 육군 학군단의 경우 일반적인 학군단과 비슷한 체계이며 해군 학군단은 원래 환경해양대학, 수산과학대학 학생들만 지원 가능했으나 2007년부터 해군 학군단도 일반 학과 학생들의 지원을 받기 시작했다. 해군학군단의 경우는 1학년만 지원 가능하다. 2023년부터는 해병대 학군단도 신설해 운영하고 있다.

### 백경탑

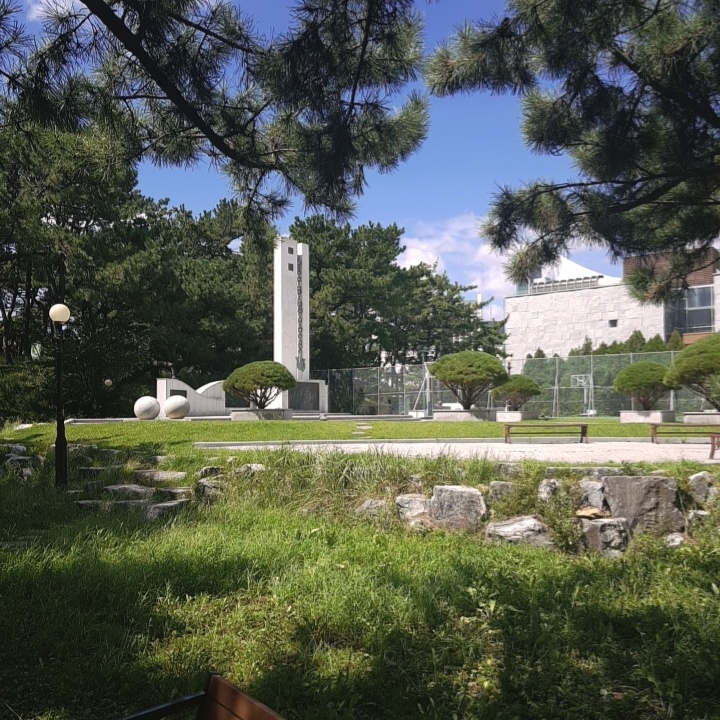
국립부경대학교 백경탑

백경탑은 1971년 부산수산대학교 개교 30주년을 기념해 건립된 것으로 원양어업을 개척하다 바다에서 숨진 젊은 마도로스를 기리는 탑이다. ‘백경탑’이라는 명칭은 우리나라 원양어업의 본거지인 북태평양 바다를 처음 개척한 부경대 실습선박인 ‘백경호(398톤)’에서 이름을 딴 것으로, 동창회와 학생들이 뜻을 모아 수산대학 교정 내 바다와 가장 가까운 위치에 세웠다. 이주홍 선생은 비의 휘호 ‘백경’과 함께 백경탑 비문에 다음과 같은 시를 남겼다. 이후 2011년 5월 15일 어업학과(국립부경대학교 해양생산시스템관리학부) 설립 70주년을 맞아 이전 준공하였다.

### 식당
국립부경대학교 대연캠퍼스에는 총 4가지 식당(다래락, 들락날락, 라일락, 워커하우스)가 있었으나 2019년 청운관 리모델링 공사로 인해 워커하우스의 식당시설을 철수시켰고 2020년 코로나19 발병으로 인해 다래락을 임시 휴업시켰다. 학생식당인 들락날락의 경우 위드센터 1층에 존재하며 교수식당인 라일락은 미래관 3층에 위치한다. 용당캠퍼스에는 한미락이 있으며, 2020년 3월부터 석식은 취식할 수 없다.

## 사진

학술정보관(중앙도서관)
공학도서관
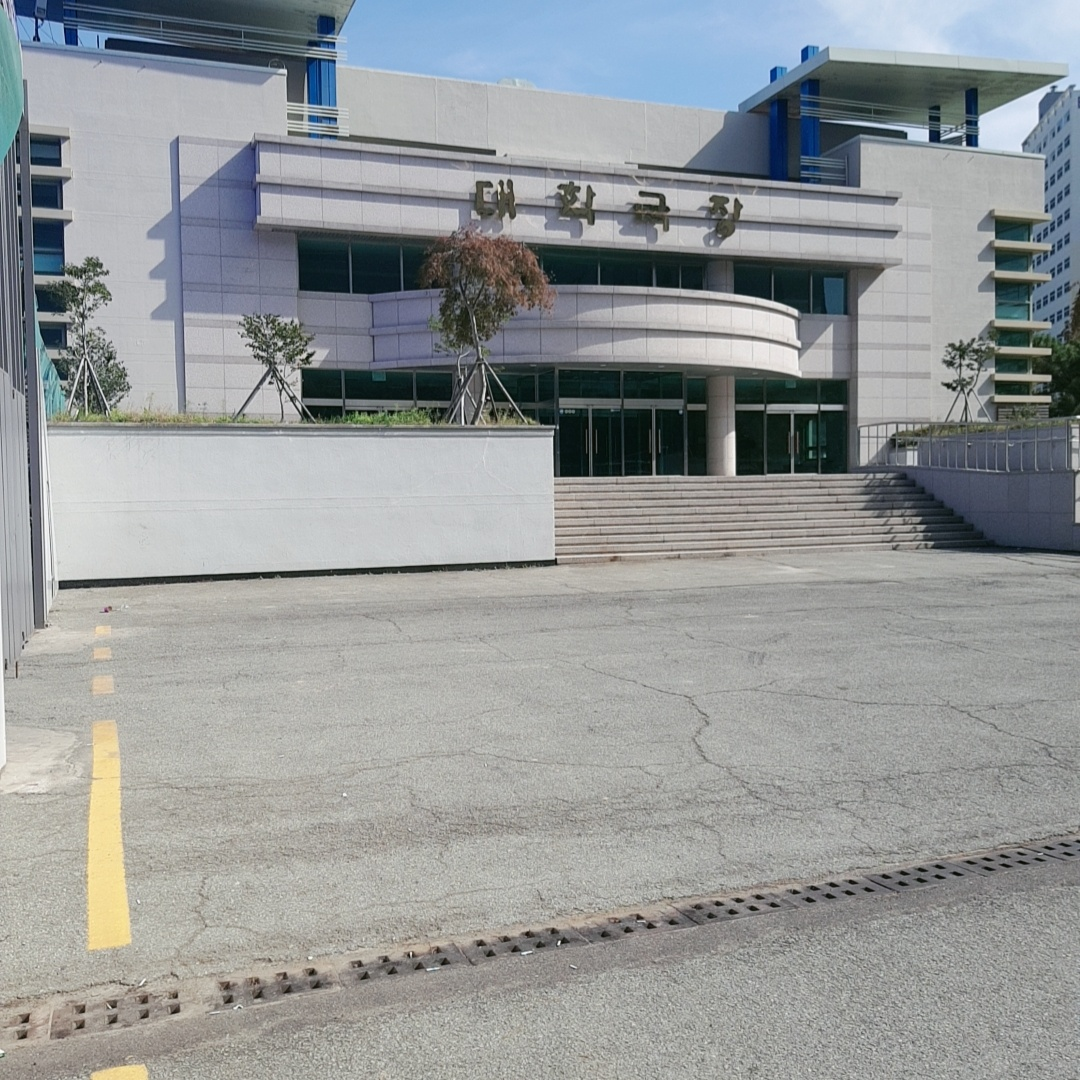
대학극장
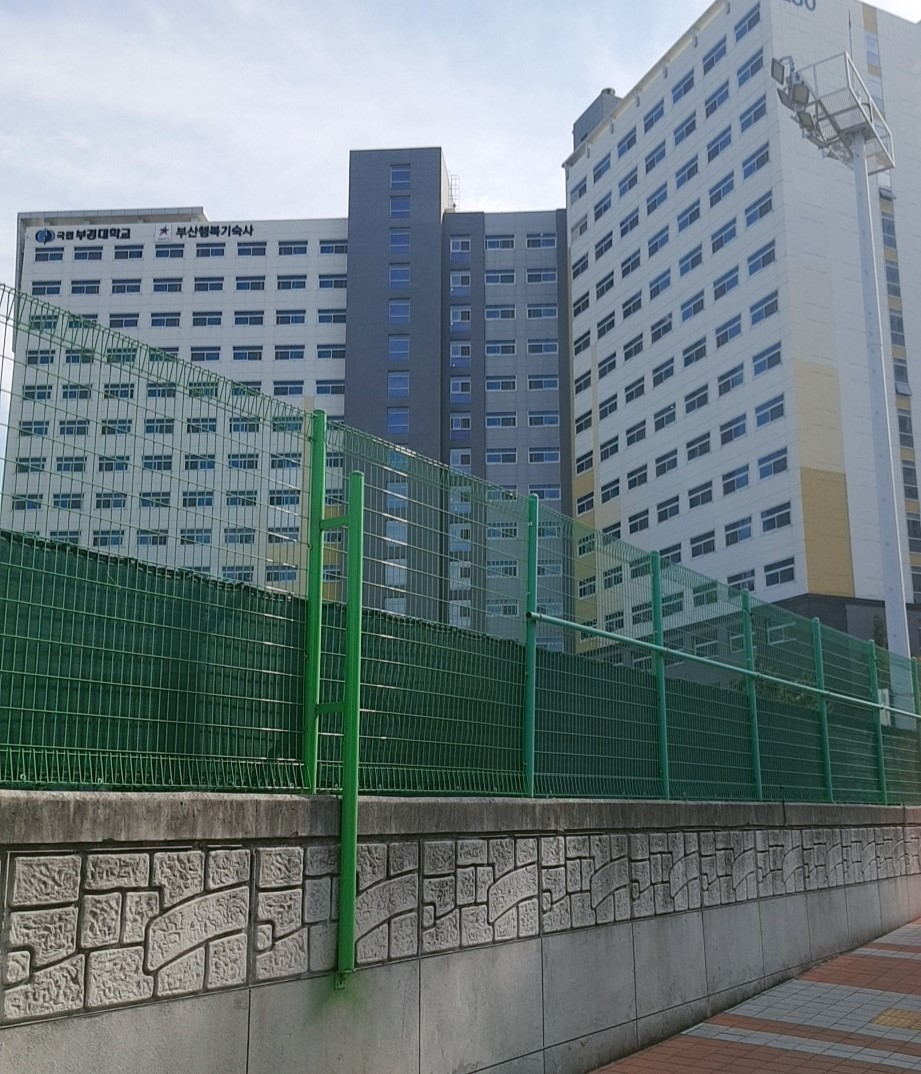
학생기숙사생활관
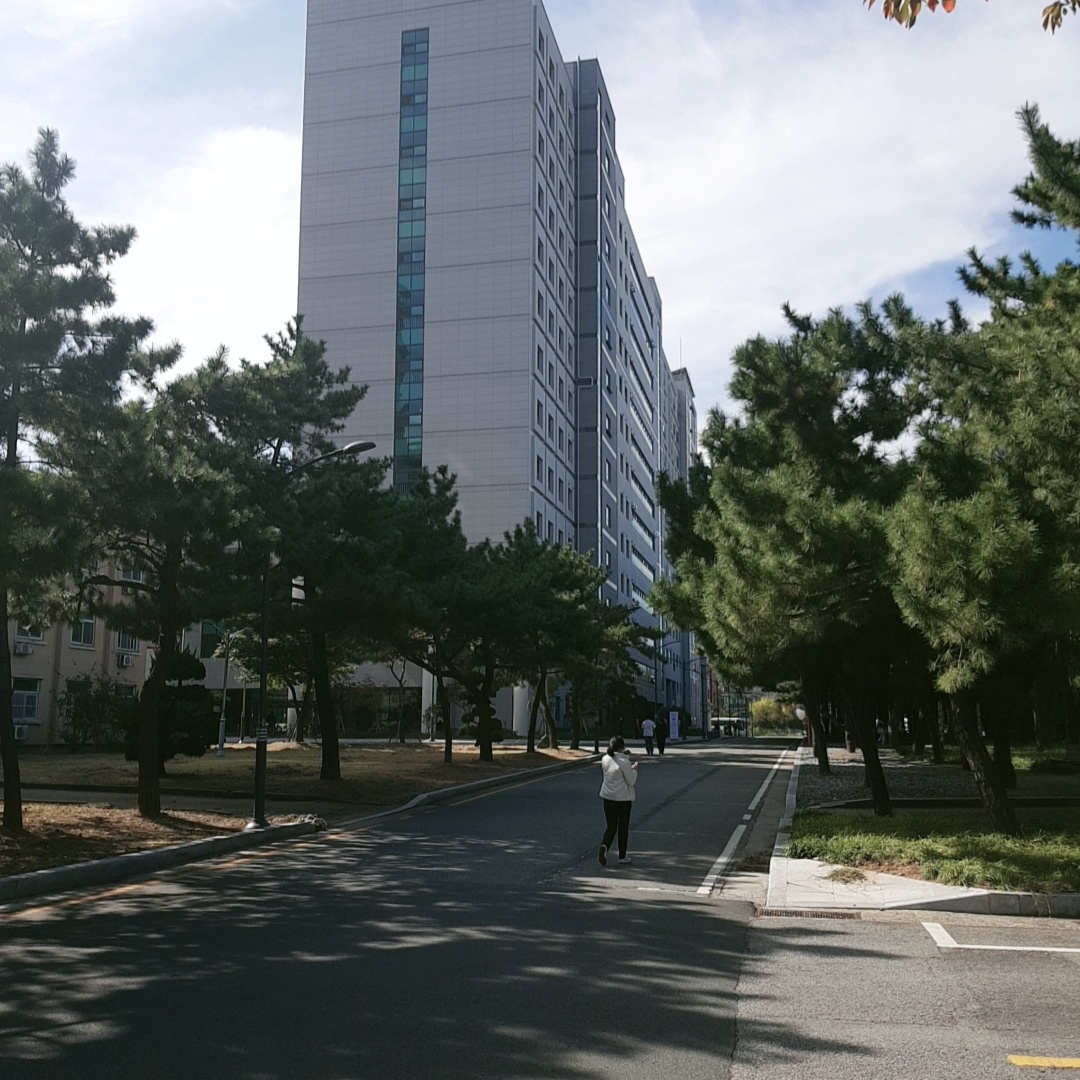
공과대학건물

## 같이 보기
- 대한민국의 국립 대학 목록
- 대한민국의 대학 목록
- 대한민국의 교육